# Narimànovo
Narimànovo (en rus: Нариманово) és un poble de l'óblast d'Astracan, a Rússia, segons el cens del 2010 tenia 123 habitants.